# Humenți, Liuboml
Humenți (în ucraineană Гу́менці) este un sat în comuna Zabolottea din raionul Liuboml, regiunea Volînia, Ucraina.

## Demografie
Componența lingvistică a localității Humenți
     Ucraineană (100%)
Conform recensământului din 2001, toată populația localității Humenți era vorbitoare de ucraineană (100%).